# Dauphinea brevilabra
Dauphinea brevilabra là một loài thực vật có hoa trong họ Hoa môi. Loài này được Hedge mô tả khoa học đầu tiên năm 1983.

## Hình ảnh

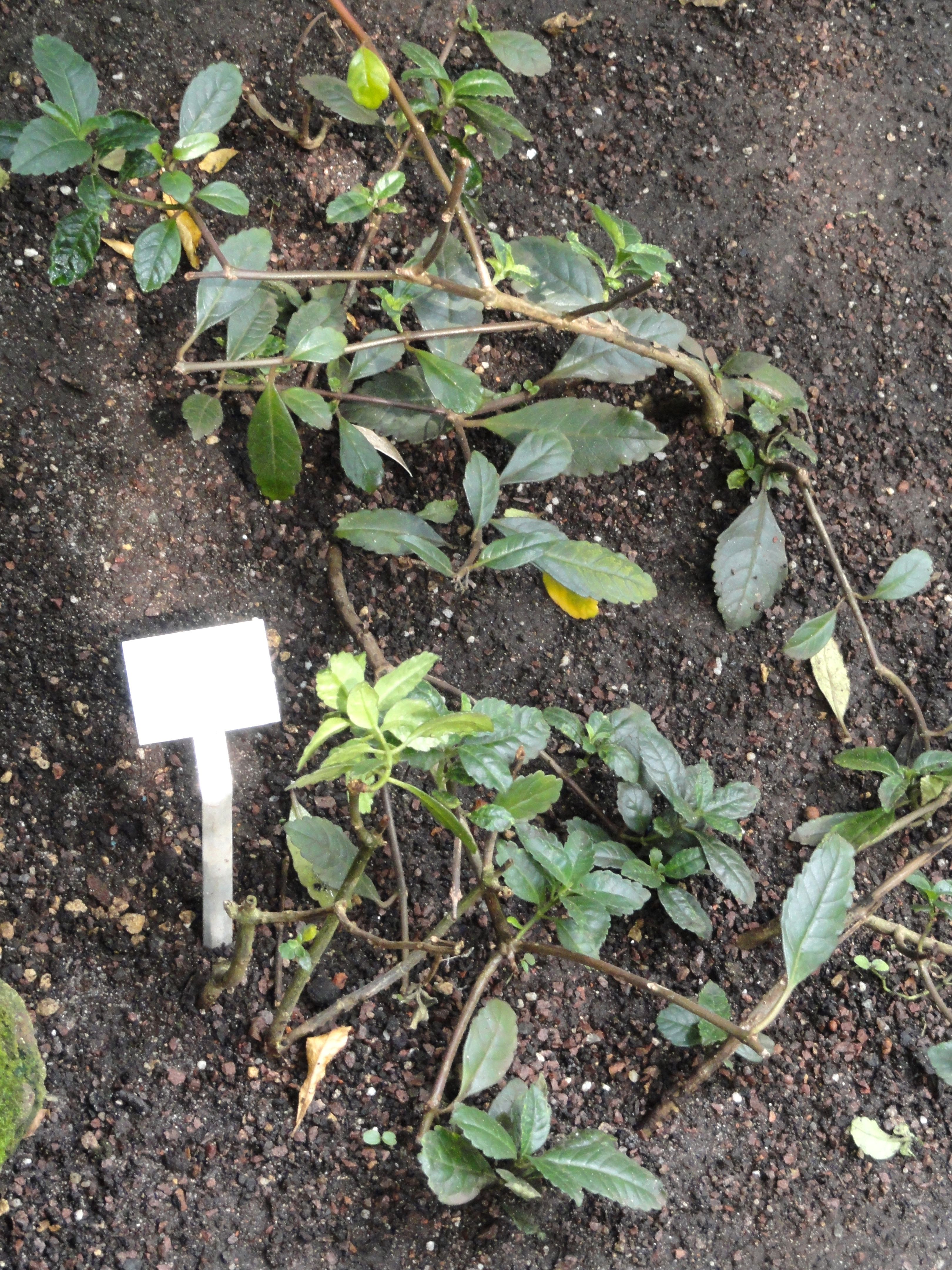